# خوزه فرن
خوزه فرن (انگلیسی: José Fran؛ زادهٔ ۱ ژوئن ۱۹۹۲) بازیکن فوتبال اهل اسپانیا است.